# 歌女星
歌女星（218 Bianca）是第218顆被人類發現的小行星，位于火星和木星之間的小行星帶。
歌女星以德國歌劇歌手伯塔·史瓦茲的藝名比安卡·比安奇（Bianca Bianchi）命名。
| 前一小行星： 小行星217 | 小行星列表 | 後一小行星： 小行星219 |